# Хантингтон-Бич
Ха́нтингтон-Бич (англ. Huntington Beach) — город в округе Ориндж в южной Калифорнии (США). Численность населения города на 2022 год составляла 194 310 человек. Город омывается Тихим океаном на западе, граничит с городом Коста-Меса на юге и с городом Вестминстер на северо-востоке. Протяжённость пляжной полосы города 14 км.

## Климат
Климат в целом солнечный, сухой и прохладный, хотя по вечерам бывает довольно сыро. Утром и вечером часто наблюдается сильный бриз (25 км/ч). Средняя температура воды в Океане — с 12,8° С до 18,3° С. Летом температура редко превышает 29,4° С. Зимой температура редко опускается ниже 4,4 °C, даже в ясную ночь. Выпадает около 250 мм осадков, почти все в середине зимы. Морозы наблюдаются лишь в редкие зимние ночи.
Ежегодно встреча холодных воздушных масс Тихого океана с задержавшимся над землёй тёплым воздухом приводит к пасмурным и туманных дням в мае и июне, так называемому «июньскому унынию».

## География

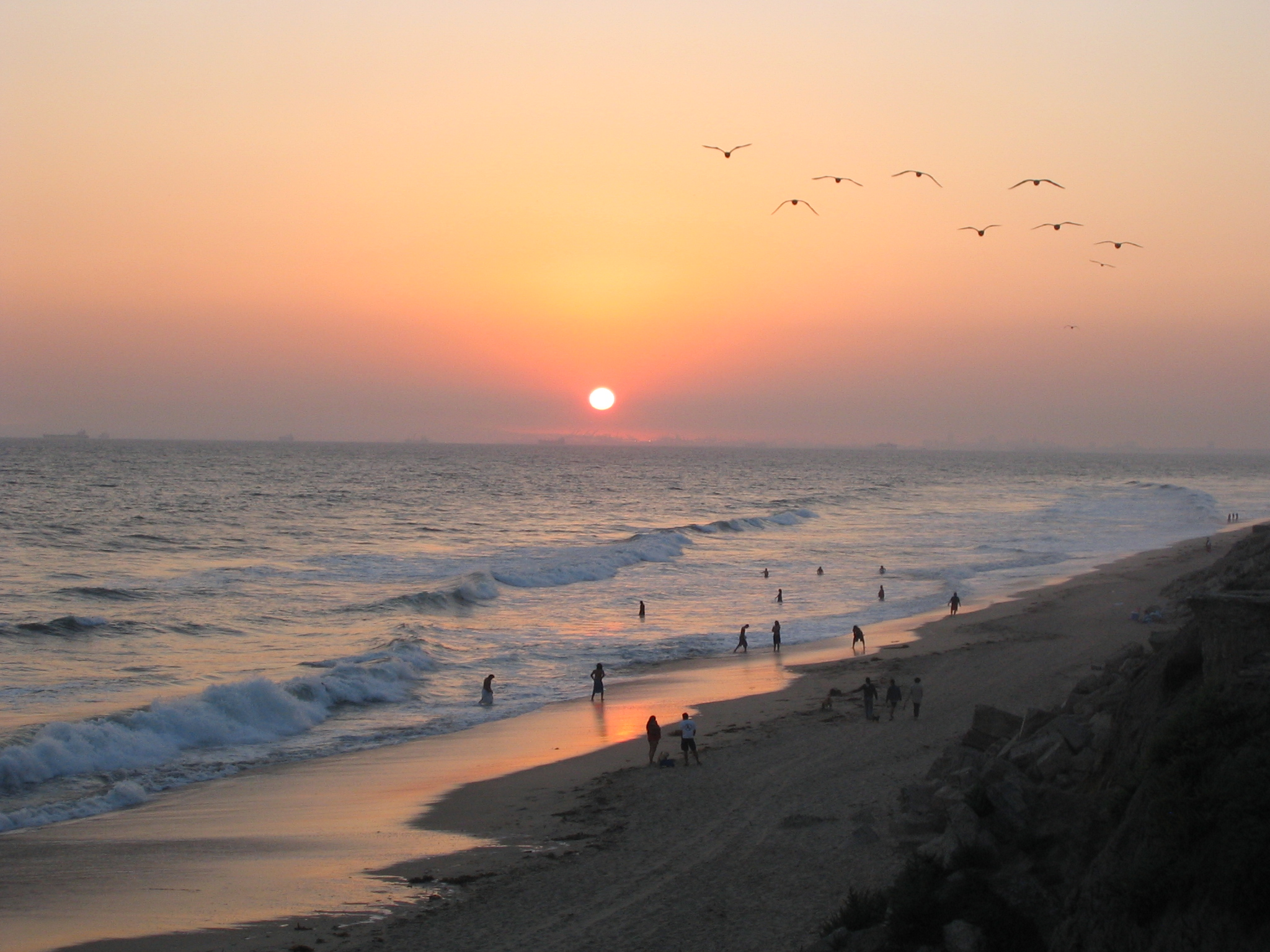
Закат на Хантингтон-Бич

Согласно Бюро переписи населения США, город имеет общую площадь 81,7 км². 68,3 км² — это суша и 13,4 км² (16,38 %) — вода.

## История
Первоначально здесь жили племена тонгва. Европейская история началась с испанского военнослужащего Мануэля Ньето, который в 1784 году получил грант от Испании в размере 300 000 акров земли (1200 км²) — ранчо Лос-Ньетос, как награду за военную службу и содействие расселению в Калифорнии. Западные владения Ньето были сокращены в 1790 году, но в его руках остались тысячи акров земли, простирающиеся от холмов к северу от Уиттьер, Фуллертон и Бри на юг до Тихого океана на юге и от сегодняшней реки Лос-Анджелес на западе до реки Санта-Ана на востоке.
Основная магистраль Хантингтон-Бич, Бич-Бульвар, первоначально был тропой крупного рогатого скота, разведение которого было основной отраслью ранчо. С тех пор, как Хантингтон-Бич стал частью огромного испанского земельного гранта, многое изменилось.
Первая средняя школа города, Средняя школа Хантингтон-Бич, была построена в 1906 году. Школьная команда «Нефтяники» была названа в честь главного природного ресурса региона.
В 1909 году первым мэром Хантингтон-Бич стал Эд Мэннинг. Центральным предприятием стала компания Хантингтон-Бич, которой владеет железнодорожный магнат Генри Хантингтон. В его честь и был назван город. Компания Хантингтон-Бич по прежнему является основным землевладельцем и владеет большей частью минеральных богатств.

## Экономика
Хантингтон-Бич — территория крупных нефтяных залежей. Хотя нефтяные залежи в основном истощены, добыча продолжается медленными темпами и по-прежнему дает значительную часть местных доходов. Остались только два объекта добычи, и не за горами день, когда добыча нефти будет прекращена, и туризм станет первичным источником поступлений.
В Хантингтон-Бич расположен нефтяной терминал для танкеров, обслуживающих Аляскинский нефтепровод. Нефтепровод направлен вглубь страны к нефтеперерабатывающему заводу в Санта-Фе-Спрингс. В Хантингтон-Бич также находится терминал Готард-Талберт, относящийся к части нефтепровода, проходящей через нефтеперерабатывающий завод компании Chevron в Эль-Сегундо.
Несколько гостиниц были построены на материковой стороне Пасифик-Кост-Хайвея к юго-востоку от пирса, в зоне видимости пляжа.

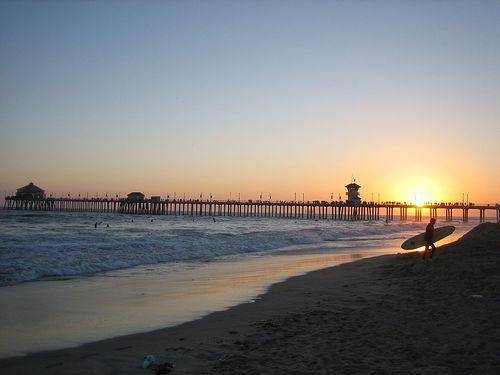
Пирс Хантингтон-Бич

В Хантингтон-Бич располагаются основные подразделения компании Boeing, в прошлом Макдоннел Дуглас. Многие объекты на территории Boeing были построены изначально для обслуживания программы «Аполлон», и прежде всего производства верхней ступени S-IVB для ракет «Сатурн IB» и «Сатурн V», и некоторые близлежащие телефонные столбы по-прежнему хранят пометку «Линия управления миссией „Аполлон“».
В Хантингтон-Бич находятся административные подразделения международного консорциум Sea Launch («Морской старт») по коммерческому запуску космических аппаратов.
Хантингтон-Бич включает также небольшой промышленный район в северо-западной части, неподалёку от границы с Вестминстером и Сил-Бич.

## Туризм
В городе проходит старейший парад по случаю Дня независимости в западной части Соединенных Штатов, который транслируют по местному государственному телеканалу.
В центре города находятся арт-центр, красочный торговый район и Международный музей серфинга. В этом районе также располагался знаменитый ресторан и музыкальный клуб The Golden Bear («Золотой медведь»), где в конце 1960-х и 1970-х годах выступали многие известные группы.
К популярным туристическим достопримечательностям относятся:
- Пляжи и серфинг. Крупная серфинговые соревнования проходят здесь каждый год.
- Ежегодные спортивные соревнования по волейболу, велотриалу, пейнтболу и бегу на длинные дистанции.
- Пирс Хантингтон-Бич, который протянулся от Мейн-Стрит до Тихого Океана. В конце пирса расположено кафе Ruby’s Diner.
- Центральная часть города, включающая многие местные серфинг-магазины, кафе, рестораны и бары.
- Популярное среди местных жителей гамбургер-кафе T.K. расположенное на Пасифик-Кост-Хайвей и Первой улице.